# Санджак-бей
Санджак-бей або Санджак-бек (тур. Sancak Beyi) — правитель санджаку, військово-адміністративної одиниці в Османській імперії XVIII ст. Санджак відповідає округу, а правитель санджаку одночасно був начальником його збройних сил.
Слово «санджак» буквально означало «прапор». Цим словом визначалося військове формування, яке виставляв цей санджак. Відповідно правитель санджаку вважався і командиром цього військового загону.
Санджак-бей володів тими ж правами, що й бейлер-бей, але був підпорядкований йому. Його права поширювалися лише в межах свого округу. В обов'язки санджак бея також входили гонитва за бандитами, переслідування єретиків, забезпечення зброї та продовольства для армії та флоту.

## Відомі санджак беї
- Шехзаде Мехмед — санджак-бей Маніси з 1541 по 1543.
- Шехзаде Мустафа — санджак-бей Маніси з 1533 по 1541 і Амасьї з 1541 по 1553.